# 制式名称
制式名称（せいしきめいしょう）は、軍隊や警察などの組織が研究や開発、生産と配備を行う兵器や主たる付帯装備などに命名する識別用の名称や記号であり、公式にその採用を認定した段階で付与される。多くの組織では「命名規則」といった一定の命名法に基づいて決められている。単に制式名（せいしきめい）とも呼ばれ、これらの組織が装備などを採用して制式名称を与えることは「制式採用」や「制式化」と呼ばれる。

## 概要
これら組織は武力や強制力を持って対抗勢力と対峙する必要から、最小の労力で最大の力が発揮することが望まれる。主たる兵器や付随する装置・器具類は、開発から生産と配備、保守、補充、向上計画までの一連の作業を統一名称で扱うと、兵站の負担が軽く、訓練過程で兵士ごとの操作と運用可能な兵器類の関連性が明確化される。これら組織は主要な兵器類に固有名称を付与し、関係する部隊に周知させて生産を含めた兵站機能と訓練プログラムを集中して行う。制式化は標準化であるが、改良により性能や利便性や生産性が向上し、改良されたものは制式名称に枝番などの改良型を示す符号を付す。派生型の増加は、標準化による便益を損なうので、改良型の増加はある程度抑制される。

## 旧日本軍の軍用品
旧日本軍は制式年の和暦や皇紀を制式名称として付与した。
- 和暦の例：十三年式村田銃 - 明治13年（西暦1880年、皇紀1540年）に制式採用、当初は皇紀を用いて「紀元二五四〇年式村田銃」が制式名だったが改名された。
- 皇紀の例：零式艦上戦闘機 - 皇紀2600年（西暦1940年、昭和15年）に制式採用。

なお、明治期の陸軍の砲兵教本では外国製の銃火器や刀剣類、馬具等を年式を用いて呼称し（例：千八百五十三年式銃）、制式の経緯についても解説していることから、この時期には軍における制定や制式の概念が日本に持ち込まれていたことがわかる。

## 自衛隊の防衛装備品
装備品の制式名称は、制式年または仮制式年の西暦の下2桁、用途・種別・性能、装備品の名称をつなぎ合わせて決められた。年号の十の位が “0” である場合は、旧日本軍が三式中戦車など “0” を省略していたのに対し、自衛隊では03式中距離地対空誘導弾など “0” を表記して2桁の名称とした。
昭和29年防衛庁訓令27号「装備品等の制式に関する訓令」において、制式は装備品について防衛庁長官が定めた型式であり、自衛隊の装備品中の重要なものに限定されるとし、全ての装備品に対して制式化が必要なわけではなく、航空機は外国からの供与やライセンス生産の都合で制式化の対象ではなかった（参照：F-2 (航空機)#愛称）。
1978年の防衛庁資料では、技術研究開発のフローは次のように示され、制式化は装備品の実用試験完了後の最後の工程であった。
- 技術研究開発のフロー
  - 長期の見積
  - 技術研究
  - 技術開発（技術試験）
  - 実用試験
  - 制式化

制式採用の手続きとしては、ある装備品について防衛庁長官が型式を制式に採用することを決定すると、研究技術本部長が型式内容を文書化した資料（制式文書の案）に基づいて制式が制定される。制式文書は、制式要綱（構造、性能、主要緒言）・部品表（構成要素の名称、数量、部品番号の一覧）・制式図（形状、寸法、材料等を記した全体図・部品図）の3つによって構成される形式が標準であるが、科学技術の進歩を考慮して制式要綱のみとする例もあった。
2002年の防衛庁資料では、制式の制定手続きは以下のように示された。
- 制式の制定手続き
  - 幕僚長が装備品が部隊の使用に適していることを証する資料を付して、防衛庁長官に対して制式採用を上申すると同時に研究技術本部長に通報
  - 長官が制式採用可否を決定
  - 幕僚長と技研本部長が連名で長官に対して制式制定の上申
  - 長官が制式の制定をする

防衛省は2007年9月1日に「装備品等の部隊使用に関する訓令」を施行して「装備品等の制式に関する訓令」を廃止した。それ以降、防衛省は部隊使用承認によって装備品の名称を決定し、制度上は制式化および制式名称を付与していないが、10式戦車など訓令後の新規装備品でも命名規則が引き継がれたり、慣用的に制式化・制式採用等の表現を用いることがある。

## 外国の軍用品
米陸軍では主たる兵器は"M"で始まる"model number"が付与されており、これが制式名称に相当する。
以下の記事も参照。
- 軍用機の命名規則
- 船名#軍艦の命名慣例
- 特殊車輌番号
- 制式番号 (ドイツ陸軍兵器局)
- NATOコードネーム

## 軍用品以外の例
- 日章旗 - 1999年（平成11年）に成立した国旗及び国歌に関する法律の中で日章旗を制式している[9][10][11]。
- 日本国有鉄道 - 形式称号、塗色をはじめ、運転、営業、検査、修繕の扱いや、施設名、職名など、多岐にわたる。形式：けいしき（型式）、掛：かかり（1973年〈昭和48年〉職制改正で"係"に改正）などは、国鉄独特の表記として例に挙がることが多い。